# Abacetus cordatus
Abacetus cordatus es una especie de escarabajo terrestre de la subfamilia Pterostichinae. Fue descrito por Pierre François Marie Auguste Dejean en 1831.